# Bernardo Vilariño
Bernardo Vilariño (nacido el 20 de diciembre de 1921 en Rosario - fallecido el 3 de enero de 2011 en Rosario) fue un futbolista argentino. Jugaba como delantero y debutó profesionalmente en Rosario Central. Su hermano menor Antonio también fue futbolista.

## Carrera
El "Ruso" Vilariño debutó en el Campeonato de Primera División 1940 para Rosario Central; se desempeñaba como puntero izquierdo. Su primer partido en la máxima categoría fue en el cotejo de la primera fecha en el que elcanalla visitó a Lanús bajo la conducción técnica de Emérico Hirschl; el marcador fue favorable al local por el inusual resultado 6-5. Vilariño marcó uno de los goles centralistas.

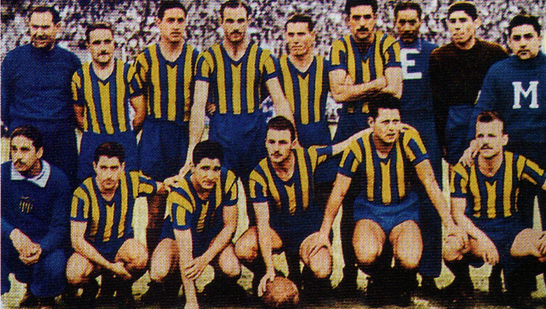
Rosario Central 1944. Parados: José Casalini,Claro Rivero, Saturnino Yebra, Alfredo Fógel, Rodolfo De Zorzi, Héctor Ricardo; hincados: Bernardo Vilariño, Antonio Funes, Rubén Bravo, Waldino Aguirre, Ernesto Vidal.

En 1941 su participación como titular comenzó a ser habitual; sin embargo, la mala campaña del equipo desembocó en la pérdida la categoría, la cual fue recuperada al año siguiente, tras la obtención del título del Campeonato de Segunda División 1942. En dicho torneo el Ruso convirtió 8 goles, integrando una delantera arrolladora que marcó 118 goles en 32 partidos, compuesta también por el Torito Aguirre, Ernesto Vidal, Ángel De Cicco y Rubén Bravo.
Con el retorno canalla a Primera continuó siendo pieza importante en el esquema ofensivo centralista. Dejó el club al finalizar 1944, habiendo vestido la casaca auriazul en 86 ocasiones y convertido 9 goles.
Fichó entonces por Estudiantes de La Plata, club en el que jugó durante 1945 y 1946; pasó por Banfield en 1947, mientras que al año siguiente jugó en Progreso de Noetinger, equipo de la Liga Bellvillense de Fútbol, en la provincia de Córdoba.

## Clubes
| Club                    | País      | Año       |
| ----------------------- | --------- | --------- |
| Rosario Central         | Argentina | 1940-1944 |
| Estudiantes de La Plata | Argentina | 1945-1946 |
| Banfield                | Argentina | 1947      |
| Progreso de Noetinger   | Argentina | 1948      |

## Palmarés
| Equipo          | País      | Título           | Año  |
| --------------- | --------- | ---------------- | ---- |
| Rosario Central | Argentina | Segunda División | 1942 |